# Panesthia parva
Panesthia parva es una especie de cucaracha del género Panesthia, familia Blaberidae.

## Distribución
Esta especie se encuentra en Australia (Queensland).